# Скорятино (Нижньогородська область)
Скорятино (рос. Скорятино) — село в Арзамаському районі Нижньогородської області Російської Федерації.
Населення становить 68 осіб. Входить до складу муніципального утворення Слизневська сільрада.

## Історія
Від 2009 року входить до складу муніципального утворення Слизневська сільрада.

## Населення
| 1999 | 2002 | 2010 |
| ---- | ---- | ---- |
| 124  | ↘72  | ↘68  |